# 喬治·艾茲拉
喬治·艾茲拉·巴內特（英語：George Ezra Barnett，1993年6月7日—），英國創作歌手。在先後發行2張EP後，他推出了大熱單曲《布達佩斯》，該曲全球多個國家排行榜登上首10位。2014年6月，他推出首張專輯《夢想啟航》，專輯登上英國與蘇格蘭冠軍位置，並登上其他七個國家首10位。

## 早期生活
艾茲拉於英國哈特福長大，父母分別是學校的副校長和美術老師。艾茲拉音樂方面受到他姐姐的影響。艾茲拉的姐姐於當地一間音樂俱樂部作常駐演出，艾茲拉13歲時於該俱樂部完成他首場舞台表演—演唱歌曲《Teenage Dirtbag》的女聲部分，並畫了眼線與穿上了姐姐的緊身褲。艾茲拉於16歲時離開了學校，並到當地的糖果工廠工作，負責包裝糖果豆，同時就讀英國商業與技術教育委員會（BTEC）的音樂課程。艾茲拉於2011年搬到布里斯托並就讀當地的音樂學院，其後獲哥倫比亞唱片賞識，正式簽約出道。

## 音樂生涯

### 2013年至今：夢想啟航
2013年6月，艾茲拉在格拉斯頓伯里當代表演藝術節裡BBC的介紹舞台上演出。同年10月，他推出了他的出道EP《聽見雨聲嗎?》，BBC廣播一台亦開始定期播放著他的歌曲《聽見雨聲嗎?》與《布達佩斯》。隨後艾茲拉陸續被選為MTV「2014最佳新人」、VEVO「2014值得關注新人」以及iTunes「2014新人」。艾茲拉亦入選英國廣播公司舉辦的「年度新聲」的評選活動，並最終成為第五名
單曲《布達佩斯》打進了意大利單曲榜第6名，並獲意大利音樂產業聯合會認證為白金唱片。艾茲拉也跟從歌手莉安拉·哈瓦斯與湯姆·奧德爾於他們的演唱會上作演出。2014年3月，他推出了個人第2張EP《凱西歐》。《布達佩斯》則在6月於英國作單曲發行，同月發行了他的出道專輯《夢想啟航》並空降英國專輯榜第3名，並打進澳洲、奧地利、比利時、丹麥、德國、愛爾蘭、蘇格蘭、荷蘭、新西蘭與瑞士等地的專輯榜。同年10月5日，經過發行14周後，專輯升上英國專輯榜榜首位置。同年12月，專輯以678,156張銷量登上了英國全年專輯銷量榜第3名。2015年1月，專輯再次升上週榜榜首位置。
2014年8月10日，艾茲拉跟隨歌手羅伯特·普蘭特於格拉斯頓伯裡修道院作演出。

## 音樂風格
艾茲拉主要受卜·戴倫與伍迪·蓋瑟瑞的音樂影響，他的男中低音被形容為帶藍調的感覺，《當留聲機響起》評論他為「他的年代以外的聲音」，以及「一個深情、乾癟的腔調，不禁令人覺得像一個正在阿拉巴馬州捕蝦艇上歸家的船長多於一個21歲的小伙子。」
艾茲拉小時候已經迷上卜·戴倫的音樂，這亦使他去尋找其他更早期美國民謠與藍調的歌手。他說：「出於好奇，我去尋找他曾經聽過誰的歌手。」、「這時我找到了利德·貝利、伍迪·蓋瑟瑞與嚎叫野狼。」艾茲拉曾聽過貝利的唱片集，並嘗試模仿他的唱法，說：「唱片的背面寫著由於他的嗓音非常大，因此需要調低你的音響的音量。」、「我很喜歡用大嗓子唱歌這個想法，所以我嘗試一下，而我也能做到。」

## 音樂作品
- 《夢想啟航》（Wanted on Voyage，2014年）
- 《駐足停留》（Staying at Tamara's，2018年）